# Tysons Corner Center
Le Tysons Corner Center est un centre commercial situé à Tysons Corner, dans la banlieue de Washington DC en Virginie. Il fut inauguré en 1968 et c'est le plus grand centre commercial de la région.

## Accès

### Transports en commun
Le Tysons Corner Center est desservi par la Silver Line du métro de Washington et sa station « Tysons Corner » située à proximité immédiate du centre commercial.